# Jeż w klatce

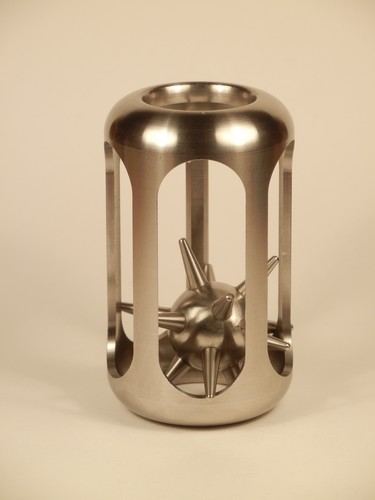
Jeż „uwięziony” w klatce

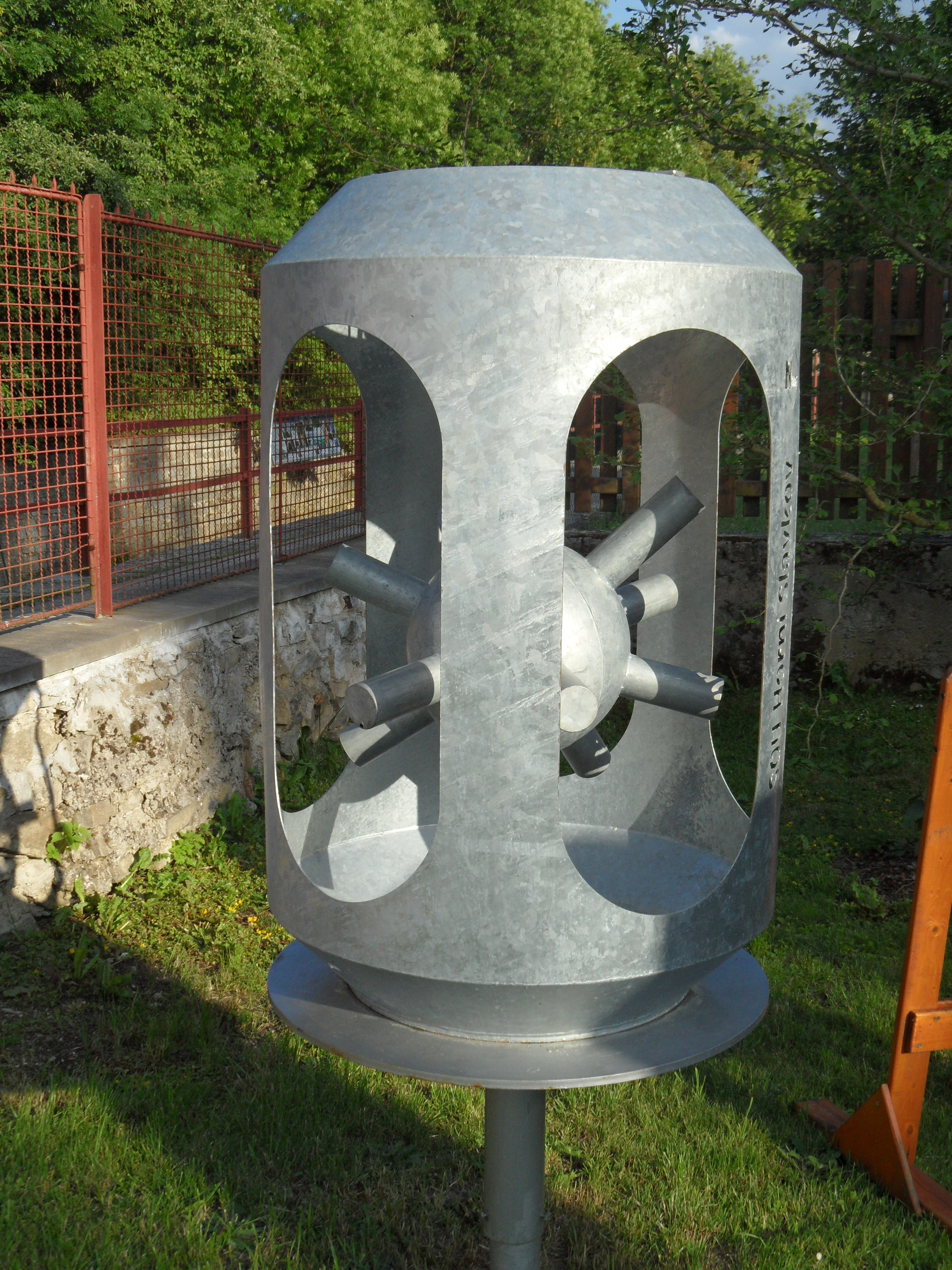
Rzeźba jeża w Pelhřimovie

Jeż w klatce – łamigłówka polegająca na wyciągnięciu kulki z wystającymi kolcami z cylindrycznej klatki. 
Zarówno poszczególne kolce, jak i szczeliny w klatce wydają się być jednakowe, lecz w rzeczywistości różnią się wielkością.
Łamigłówka została opatentowana w 1896 roku przez amerykańskiego wynalazcę Clarence'a A. Worralla. Jeż w klatce stał się swego rodzaju fenomenem w Czechosłowacji dzięki książce Jaroslava Foglara
Tajemniczy cylinder (Záhada hlavolamu), opublikiwanej w latach 40. XX wieku oraz jej serialowej ekranizacji w latach 60. Począwszy od roku 2000 w Czechach organizowane są mistrzostwa świata w rozwiązywaniu łamigłówki.